# 吐魯番文書

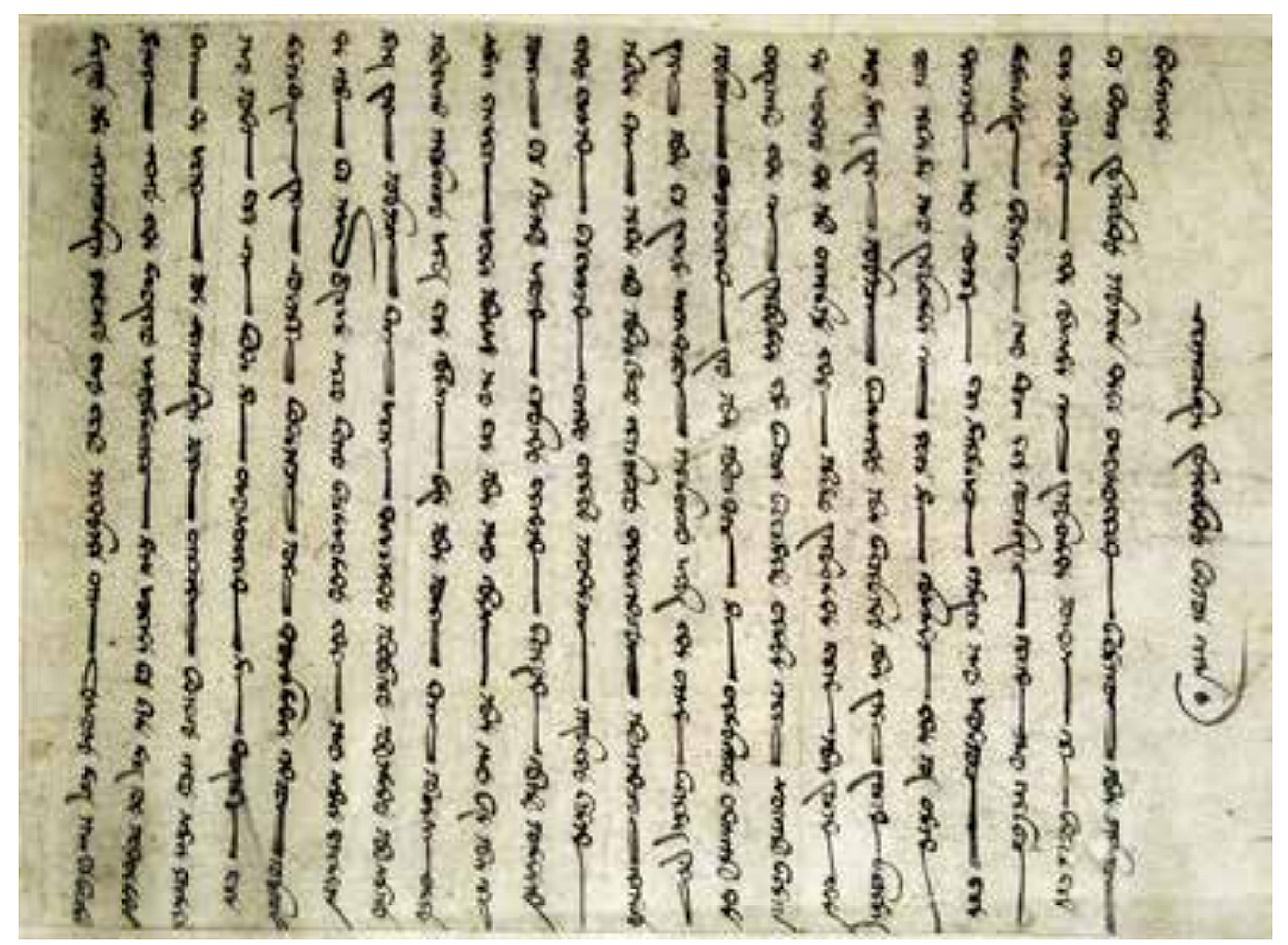
阿斯塔纳古墓135号出土的粟特文购奴文书（639年）

吐鲁番文书，在中国新疆维吾尔自治区吐鲁番市古墓葬区以及一些古城、洞窟遗址出土的纸质写本文书。文书属于东晋十六国到元代时期，主要是汉文，其次是古粟特文、突厥、回鹘、吐蕃文字等。汉文文书2700多件，最早的汉文文书记年是西晋泰始九年（273年），最晚的是唐大历十三年（778年）。吐鲁番文书主要是从1959年到1975年，在新疆吐鲁番县阿斯塔那和哈拉合平两地的古墓中发现的，中国考古学者黄文弼对吐鲁番文书的发掘贡献很大。

## 内容
- 公文书：朝廷诏敕、律文、籍帐，各级军政机构的文牒
- 私文书：世俗及寺观所有的各类疏、契券、遗嘱、辞、启、信牍等
- 古籍：儒家经典、史书、诗文、启蒙读物、判集等
- 宗教类：佛教经论，道教符箓、醮词、经文，以及摩尼教、景教、祆教等宗教文书和典籍